# بی. جی. پن
بی. جی. پن (انگلیسی: B.J. Penn; ۱۳ دسامبر ۱۹۷۸ –) ورزشکار هنرهای رزمی ترکیبی و نویسنده اهل ایالات متحده آمریکا است.
یک مبارز حرفه‌ای سابق هنرهای رزمی ترکیبی آمریکایی و دارای کمربند مشکی دان ۵ جوجیتسو برزیلی است. او که قهرمان سابق سبک‌وزن سازمان یواف‌سی و قهرمان میان وزن یواف‌سی است، دومین مبارز از ده مبارز تاریخ یواف‌سی است که در چندین وزن عنوان قهرمانی را کسب کرده است. پیش از دوران حرفه‌ای ام‌ام‌ای، پن به عنوان اولین غیر برزیلی شناخته می‌شد که در سطح کمربند مشکی قهرمان جهانی جیو جیتسو شد. در هنرهای رزمی ترکیبی، پن در مسابقات قهرمانی مبارزه نهایی (یواف‌سی) و کی-۱ در بخش‌های پر وزن، سبک‌وزن، میان وزن، و سنگین‌وزن/اوپن وزن شرکت کرده است. پن در مسابقات سبک‌وزن یواف‌سی ۴۱ با کائول اونو به تساوی رسید. پن در طول دوران قهرمانی خود، به‌طور غیررسمی قهرمانی سبک‌وزن یواف‌سی (در برابر شان شرک) را متحد کرد و رکورد دفاع از عنوان قهرمانی سبک‌وزن تمام دوران را شکست. در سال ۲۰۱۵، پن به عنوان اولین عضو تالار مشاهیر یواف‌سی در بخش مدرن معرفی شد.
پن در اوایل دوران حرفه‌ای خود یکی از برترین رزمی‌کاران ترکیبی در جهان محسوب می‌شد و بر حریفانی مانند دین توماس، کائول اونو، پاول کریتون و مت سرا پیروز شده بود. پن در مسابقات قهرمانی سبک‌وزن رامبل آن د راک در کی-۱ پیروز شد. او مت هیوز، قهرمان آن زمان که مدت‌ها قهرمان بود، را شکست داد تا قهرمانی سبک‌وزن یواف‌سی را به دست آورد. پس از دوره‌ای که پن منحصراً برای کی-۱ رقابت می‌کرد، به یواف‌سی بازگشت و قهرمانی سبک‌وزن یواف‌سی را به دست آورد. او قبل از اینکه عنوان خود را به فرانکی ادگار واگذار کند، سه بار متوالی از عنوان قهرمانی خود دفاع کرد و رکورد جدیدی را به ثبت رساند.
پن به عنوان یکی از بهترین مبارزان تاریخ یواف‌سی شناخته می‌شود. دینا وایت، رئیس یواف‌سی، پن را به خاطر آوردن دسته‌های وزنی پایین‌تر به جریان اصلی هنرهای رزمی ترکیبی تحسین می‌کند؛ او پن را به عنوان «اولین ستاره کراس‌اوور پولی برای دسته‌های سبک‌تر مسابقات قهرمانی مبارزه نهایی» توصیف می‌کند، و همچنین می‌گوید که «از طریق دستاوردهایش، بی.جی. پن دسته ۱۵۵ پوندی را ساخت».
پن در انتخابات فرمانداری هاوایی در سال ۲۰۲۲ نامزد فرمانداری هاوایی شد، اما در انتخابات مقدماتی حزب جمهوری‌خواه حذف شد.